# Tĩnh Gia (phủ)
Tĩnh Gia là một phủ cũ thuộc tỉnh Thanh Hóa, Việt Nam.

## Lịch sử
Năm Thiệu Bình thứ 2 (năm 1435) nhà Hậu Lê, Tĩnh Gia là một trong 6 phủ của đạo Hải Tây (cùng với các phủ Thiệu Thiên, Hà Trung, Thanh Đô, Trường Yên, Thiên Quan).
Năm Quang Thuận thứ 7 (năm 1466) đời Lê Thánh Tông, phủ Tĩnh Gia đổi làm phủ Tĩnh Ninh, thuộc Thừa tuyên Thanh Hóa.
Thời Lê trung hưng, phủ Tĩnh Ninh đổi thành phủ Tĩnh Giang do kị húy vua Lê Trang Tông (Lê Ninh), sau lại đổi làm phủ Tĩnh Gia.
Năm 1838, vua Minh Mạng nhà Nguyễn thành lập phủ Tĩnh Gia thuộc tỉnh Thanh Hóa.
Phủ Tĩnh Gia có ba huyện là Nông Cống, Ngọc Sơn và Quảng Xương:
- Nông Cống: một huyện tại thượng du, có nhiều núi ở phía tây nam, có 15 xã, 24 sách, 3 sở, 1 trang và 1 phường,[5] liền với huyện Đông Sơn thuộc phủ Thiệu Thiên.[6]
- Ngọc Sơn: một huyện gần biển, có 54 xã, 4 phường, 1 trang và 1 vạn.[5]
- Quảng Xương: có 51 xã,[5] là một huyện gần biển.[7]

Tĩnh Gia có một số núi như Na Sơn (Nông Cống), Yểm Sơn (Ngọc Sơn) và Văn Trinh, Tượng Sơn (Quảng Xương).
Huyện Ngọc Sơn có một cửa biển tên là Du Xuyên hay cửa Bạng, bên trái là đá, bên phải là cát, khá nông và hẹp. Quảng Xương có cửa biển Hội Trào, được Phan Huy Chú đánh giá là "sâu hẹp quanh co", tàu thuyền dễ vào nhưng khó ra và cửa Hiếu Hiền, tại đây thuyền bè di chuyển rất khó khăn do cửa biển to, nông, cửa này cũng có nhiều bãi cát ngầm.
Theo Lịch triều hiến chương loại chí, huyện Nông Cống có 28 người đỗ đại khoa, huyện Ngọc Sơn và Quảng Xương đều có bảy người đỗ. Phan Huy Chú nhận định:
| “ | Những người có danh tiếng nối nhau sinh ra, có nhiều sự nghiệp vĩ đại. | ” |
| — |                                                                        |   |

Cuối thời Nguyễn, phủ Tĩnh Gia chỉ bao gồm địa giới huyện Ngọc Sơn. Đến trước Cách mạng tháng Tám, tổng Văn Trinh được nhập về Quảng Xương, phủ Tĩnh Gia còn 5 tổng là Văn Trường, Yên Thái, Sen Trì, Văn Trai và Tuần La với 206 làng, thôn.
Từ tháng 3 năm 1948, các cấp hành chính phủ, châu, quận được bãi bỏ, phủ Tĩnh Gia được đổi thành huyện Tĩnh Gia, là một trong 21 đơn vị hành chính thuộc tỉnh Thanh Hóa.